# Etruscy wojownicy z terakoty
Etruscy wojownicy z terakoty – trzy wykonane z terakoty figury, stanowiące rzekomo zabytek kultury Etrusków, jedno z najsłynniejszych oszustw archeologicznych w historii.
Obiekty zostały w rzeczywistości wykonane przez pochodzących z Orvieto braci Pio i Alfonsa Riccardich, którzy początkowo produkowali podróbki waz rzymskich na zlecenie rzymskiego antykwariusza Domenico Fuschiniego. W 1908 roku udało im się sprzedać londyńskiemu British Museum rzekomo odkryty podczas wykopalisk archeologicznych etruski rydwan z brązu, mający liczyć 2500 lat. 
Zachęceni sukcesem z brązowym rydwanem, bracia Riccardi namówili do współpracy rzeźbiarza Alfredo Fioravantiniego, w następnych latach ogłaszając spektakularne „odkrycia” monumentalnych figur etruskich wojowników. W 1915 roku wykonali pozbawiony prawej ręki ponaddwumetrowy posąg nazwany Starym Wojownikiem, a rok później półtorametrową głowę w hełmie, mającą być domniemaną pozostałością po siedmiometrowym kolosie. W 1919 roku stworzony został tzw. Wielki Wojownik. Wszystkie trzy figury zostały zakupione przez nowojorskie Metropolitan Museum of Art i wystawione na ekspozycji w 1933 roku. Za samego tylko Wielkiego Wojownika muzeum zapłaciło rzekomym „odkrywcom” 40 tysięcy dolarów. Opublikowanie przez muzeum w 1937 roku monografii poświęconej posągom rozpoczęło kilkunastoletnią dyskusję na temat autentyczności znalezisk. Powszechnie uważano je jednak za oryginalne zabytki etruskie.
W 1960 roku wykonano ekspertyzę chemiczną, która wykryła obecność w posągach manganu, nieznanego Etruskom. Rok później sam Fioravantini ostatecznie rozwiał wszystkie wątpliwości, składając w konsulacie amerykańskim w Rzymie oświadczenie, w którym oficjalnie przyznał się do autorstwa figur. Styl posągów w rzeczywistości stanowi mieszaninę elementów skopiowanych z różnych autentycznych zabytków, m.in. figurek z Dodony.